# 雷峰塔
30°14′2″N 120°8′42″E / 30.23389°N 120.14500°E
雷峰塔原名皇妃塔，文献及民间亦名黄妃塔、王妃塔、黄皮塔，原为五代吴越王钱俶所建供养舍利的佛塔（功德塔），位于今中华人民共和国浙江省杭州市西湖区西湖南岸净慈寺前雷峰之上，与北岸宝石山上的保俶塔南北对峙、遥相呼应。原塔于1924年坍塌，仅存遗址，2002年在原址重建新塔。夕阳西下时余晖映照雷峰塔形成著名的雷峰夕照景观，为西湖十景之一。雷峰塔也因在传说《白蛇传》中作为法海镇压白娘子之处而知名于世。

## 历史

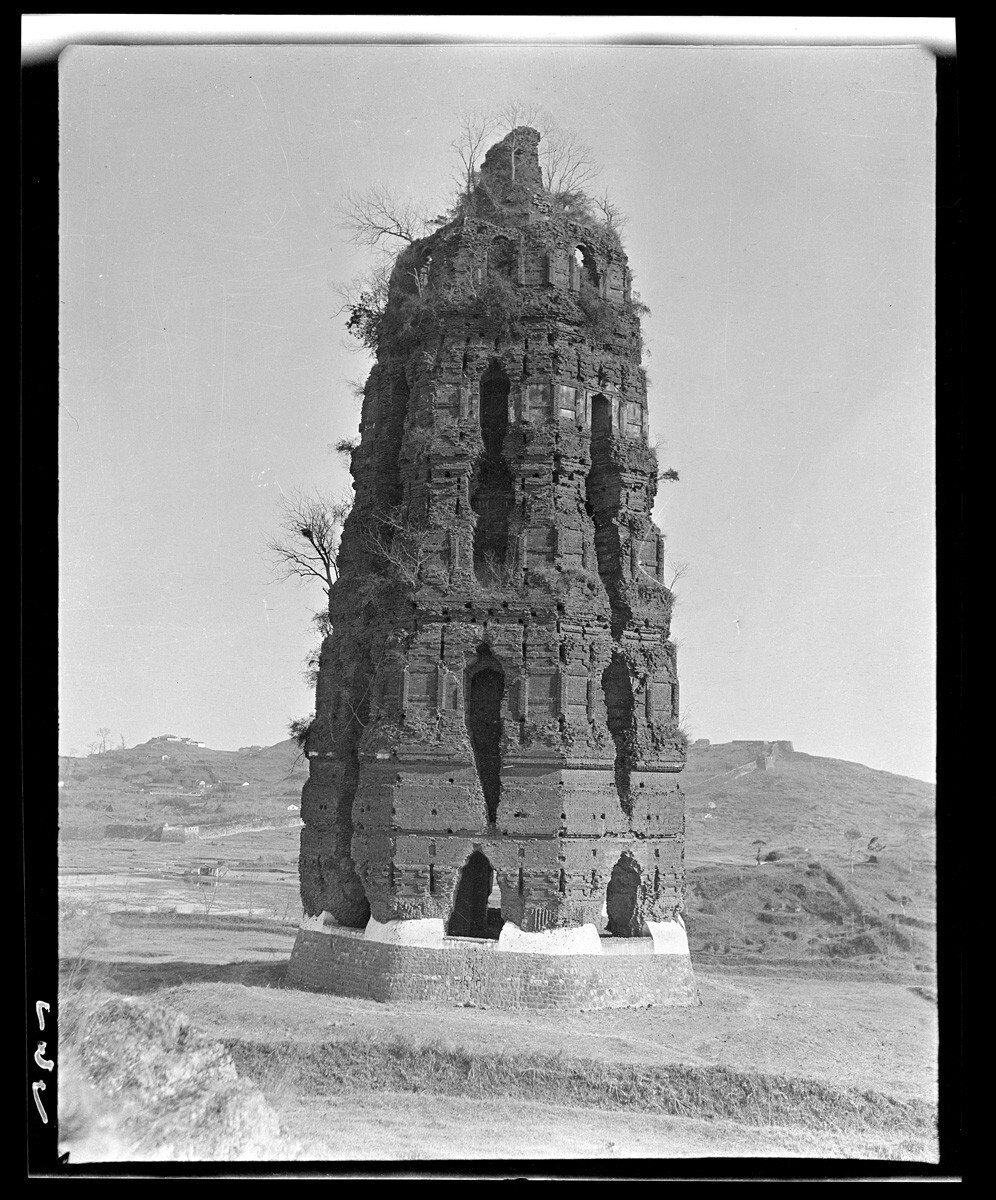
坍塌前的雷峰塔近景，1917至1919年間由西德尼·戴维·甘博拍摄

雷峰塔由五代吴越王钱俶主持修建，约北宋开宝五年（972）兴建，太平兴国二年（977）完工，塔内奉藏釋迦牟尼佛“佛螺髻髮”舍利，建造时称西关砖塔，建成后名皇妃塔，以纪念孙妃并感恩宋廷的封妃、谥妃之举（钱俶王妃孙妃死后被北宋朝廷谥为“皇妃”），文献及民间又称黄妃塔、王妃塔、黄皮塔（因此地产黄皮故名）。雷峰塔一名则得自于塔所在的雷峰，雷峰为南屏山余脉夕照山最高峰，据南宋《淳祐临安志》为旧有郡人雷就筑庵所居故名，另说此峰原名中峰或回峰，中峰以众山环绕故名，回峰以山势回抱故名，后因回、雷二字形、声相近而误作雷峰（回字小篆作“䨓”，与雷字形相近）。
雷峰塔最早为七层八面的砖木结构楼阁式塔，钱俶原拟建十三层，高千尺，后因財力不足改为建七层，北宋宣和年间遭战乱受损，南宋时历经二十年重修，改为五层。明代嘉靖年间倭寇围攻杭州，因怀疑塔中有伏兵而纵火焚塔，木构檐廊被烧，仅存砖构塔身，其砖也因火烧皆呈赭色。后民间盛传雷峰塔塔砖具有“辟邪”、“宜男”、“利蚕”的特异功能，因而市民频频前往盗挖，民国十三年（1924）9月25日年久失修的雷峰塔砖砌塔身坍塌，仅存遗址。
旧塔坍塌后，杭州地方官绅曾筹款拟予重建，其后建筑学家梁思成、杨廷宝亦曾提出重建雷峰塔。1999年7月，浙江省委、省政府作出重建雷峰塔、恢复“雷峰夕照”景观的决定，至2002年10月25日新塔竣工。原址重建的雷峰塔新塔覆盖了整个古塔遗址，成为遗址文物保护罩与塔合为一体的风景名胜建筑。

## 建筑

五代雷峰塔平面简图，据《杭州雷峰塔五代地宫发掘简报》附图重绘

五代雷峰塔平面簡圖，據《杭州雷峰塔五代地宮發掘簡報》附圖重繪

雷峰塔原为砖木结构的楼阁式塔，外有木构檐廊（副阶、腰檐、平座、栏杆等），内为砖砌塔身，可登临，塔壁上嵌有《华严经》石刻。根据民国时所拍摄的照片推断，原塔底层高约12米，其它各层高约8米，总高约50米，塔顶尚有圆柱形砖砌塔刹基座。
2000年至2001年，浙江省文物考古研究所对雷峰塔遗址进行了清理發掘。已探明的遗址主要有塔基、地宫、残存的塔身及部分外围建筑（僧房、道路等）。塔基与塔身均为等边八角形，塔基为外缘包砖砌石的生土台基，利用自然山岗平整改造而成，以最外侧计算每边长17米，对径41米，高出地面1.2-2.5米。塔身基座为石砌须弥座，因地势西高东低，故东侧采用双层须弥座，西侧采用单层须弥座，东侧须弥座上雕刻有象征佛教“九山八海”的须弥山、海涛，西侧须弥座上雕刻有仰覆莲。塔基外缘与塔身基座之间为副阶，从塔基外缘出土的24块石灰岩方形柱顶石判断，原副阶每面均为四柱三开间，明间与次间面阔均约5米，进深约5.8米。塔身仅存最底层，残高平均3-5米，为套筒式回廊结构，由外向内依次为外套筒、回廊、内套筒和塔心室，与苏州云岩寺塔、杭州六和塔相仿，为吴越国后期典型的佛塔形制，其外套筒外壁边长10米，对径25米，为现存五代佛塔中体量最大的一座。外套筒深4.2米，每面均辟一门，登塔的楼梯设在南门内，回廊宽1.8-2.3米，内套筒深3.7米，间隔辟门，四条门道通向塔心室。塔身全用砖砌，砖缝间以黄泥粘接，塔砖为长方形，通常长37、宽18、厚6厘米，一侧模印有与其来源、年代相关的铭文，部分塔砖为藏经砖，一端设有深10厘米、直径2.5厘米的圆孔以贮藏经卷。地宫位于塔心室正下方，距离塔心室地坪约2.6米，2001年3月11日开启，为砖砌竖穴式（其构造与金华北宋万佛塔地宫、宁波南宋天封塔地宫相仿），内壁边长0.6米，深0.72米，地宫内正中为铁舍利函，周边为象征“七宝”的供养物及其它佛教文物，墙壁抹有石灰，并贴有小佛像、毗沙门天王像及圆形镂孔银饰件，地宫口以一块方形石板密封，其上再压以顶石:25-31。
重建的雷峰塔新塔位于遗址之上，由清华大学建筑学院郭黛姮、吕舟等设计，采用南宋时的风格和体量，仍为五层八面的楼阁式塔，但采用钢框架结构，主要建筑构件如柱、斗栱、瓦等用铜制作。新塔由保护罩、塔身和塔刹三部分组成，总高71.679米，其中为保护古塔遗址而建的保护罩高9.7米，分上下两层，采用24根倾斜钢柱与水平钢梁组成钢网架结构，形成大跨度的无柱空间（其柱网跨度达48米），在覆盖遗址的同时承托上部塔身，塔身高约45米，分五层，内设两部液压电梯和钢制楼梯，塔刹高16.1米。新塔建成后成为西湖南线的制高点，登临可远眺西湖。

## 出土文物
在2000年至2001年的发掘当中，考古人员分别从塔身遗址和地宫中出土大量文物，现大部分收藏和展出在浙江省博物馆。
除地宫的其他部分遗址共计出土1104件石刻，全部为残件，大部分出土于底层的回廊上及门道内，以《大方广佛华严经》（近1000件）和《金刚般若波罗蜜经》（近100件）两类佛经为主，这些石经原放置在外套筒的外壁面上，另有钱俶所撰《华严经跋》和南宋庆元五年（1199）《庆元修创记》两方残碑，对解读雷峰塔身世具有重要价值。此外还有1件纯银阿育王塔（出土时已残，后根据地宫内出土的鎏金纯银阿育王塔修复）和1件铜制阿育王塔（已残），1件小石塔，7尊鎏金铜制造像，1尊铁造像，10尊石制造像（残），大量塔砖和装饰构件，1件素面铜镜，1件铁镜，2件铜钹，1件铜灯盏，2件银饰件，以及100枚开元通宝和10枚乾元重宝。:40-112
塔中地宫出土51组文物。其中包括1件铁质舍利函，1件鎏金纯银阿育王塔，1件鎏金银盒，1对鸳鸯荷叶纹镂空银饰片，1件圆形镂空银饰，3件银臂钏，1件银花钗，1对小银饰，5尊鎏金铜制佛像，1件玉童子，1尊玉观音，1枚玉钱，1件玉龟，1件玛瑙扁坠，1件玛瑙圆珠，1件贴金木座，1件漆镯，10件铜镜，1件玻璃瓶，1穿料珠璎珞，3件经卷（已残）。除此之外在地宫中还发现3428枚铜钱，其年代从西汉文帝五年（前175年）至宋太祖建隆元年（960年）不等。:119-180
鎏金纯银阿育王塔和纯银阿育王塔为遗址内最为重要的文物，两座塔均为方形，由塔座、塔身、四根蕉叶状山花和塔刹组成，塔身四面镂刻佛祖本生故事画面，前者被置于地宫，塔身内盛金质容器，并用薄金片包卷成棺状，因未打开具体情况未知，应内奉佛螺髻髮舍利；后者被认为原置于天宫，塔身内原悬挂葫芦状金瓶，内亦含舍利:66。

## 文化
雷峰夕照又名雷坛落照、雷峰落照、雷峰西照，指夕阳西下时余晖映照雷峰塔所形成的景观，尤其是旧日的赭色残塔所呈现出的颓然苍老的形象，有“宝石（保俶塔）如美人，雷峰如老衲”、“雷峰颓塔紫烟中，潦倒斜曛似醉翁”之称。此景为南宋西湖十景之一，景目最早见于南宋《方舆胜览》卷一，称“雷峰落照”。清康熙三十八年（1699）康熙帝御书十景时定名为“雷峰西照”，并立碑筑亭。作为文物保护单位的西湖十景——雷峰夕照由夕照山、雷峰塔、御碑（近年重建）及庭院等建筑组成。
在产生于宋代的传说《白蛇传》中，雷峰塔为法海镇压白娘子之处，这一情节即取材于西湖中有青鱼、白蛇二妖被镇于塔下的民间旧传，《白蛇传》最早的成型故事即名《白娘子永镇雷峰塔》。
雷峰塔坍塌之时正值中国的新文化运动，鲁迅以此为题发表了《论雷峰塔的倒掉》和《再论雷峰塔的倒掉》，认为其代表旧的封建制度和封建道德，倒掉是历史的必然，并表达了对未来新的社会建设与革新的向往。而徐志摩与俞平伯则分别创作了诗歌和文章，从历史文化的角度表达了惋惜之情。张爱玲于1963年所著的英文自传体小说《雷峰塔倒下》（The Fall of the Pagoda，又译为《雷峰塔》）与鲁迅相似，同样将雷峰塔的倒下代表了传统中国社会的生活方式、旧价值观的崩溃。